# Iglesia de la Santa Trinidad (Guadalupe)
La Iglesia Nueva o de la Santa Trinidad es una obra barroca de Manuel de Lara Churriguera situada en la localidad de Guadalupe. Edificio con portada barroca, es un templo de tres naves con crucero y cúpula dedicado a la Trinidad.
Fue construido entre los años 1730 y 1735, sufragado por el duque de Veragua, descendiente de Cristóbal Colón. Actualmente cumple las funciones de auditorio dentro del monasterio de Guadalupe.